# 2009 en rink hockey
Les faits marquants de l'année 2009 en rink hockey.

## Mars
- 2 mars 2009 : Dans un communiqué de presse officiel de Bassano, le club italien annonce le départ du joueur Enrico Mariotti en direction du club espagnol de Voltrega.

- 14 mars 2009 : La phase de groupe de Ligue Européenne vient de s'achever et les équipes qualifiées pour le final 8 sont connues : FC Barcelone, C Pati Vic, CE Noia, FC Porto, Réus Deportiu, Bassano Hockey, Follonica Hockey et HC Liceo.

    En coupe CERS, les quatre clubs qualifiés pour le final 4 sont : Viareggio, Mataró, Oliveirense et Lloret.
- 22 mars 2009 : Le CP Vic remporte sa deuxième Coupe d'Espagne de rink hockey en battant le FC Barcelone 2-1 en finale.

## Avril
- 10 avril 2009 : Début de la 63e édition de la Coupe des nations, à Montreux (Suisse). En ouverture du tournoi, la France rencontre le club organisateur, le Montreux HC.

- 13 avril 2009 : Le Portugal remporte la 63e édition de la Coupe des nations, à Montreux (Suisse) en battant le quintuple tenant du titre en finale, l'Espagne. La sélection lusitanienne remporte son 15e titre en Suisse.

## Mai
- 9 mai 2009 : Le Biesca Gijón H.C. (Espagne) remporte la Coupe d'Europe de rink hockey féminine, à Coutras (France), en battant en finale, le C.P. Voltregà (Espagne).

## Juillet
- 11 juillet 2009 : La sélection espagnole remporte son 14e titre mondial lors des 39e championnats du monde A en Espagne, en battant l'Argentine en finale. La France se classe 5e et la Suisse 8e. À l'issue de cette compétition les joueurs français Sébastien Landrin, Guirec Henry et Igor Tarassioux annoncent leur retraite internationale.

## Liens
- Historique des résultats du monde entier